# Camp Adagbe
Camp Adagbè  est un quartier de Parakou au Bénin.

## Géographie
Camp Adagbe est un quartier du premier arrondissement de la ville de Parakou dans le département du Borgou au Bénin. C'est un des quartiers les plus anciens de la commune,,,,,,.

## Démographie
Selon un rapport de février 2016 de l'Institut National de la Statistique et de l'Analyse Économique (INSAE) du Bénin intitulé Effectifs de la population des villages et quartiers de ville du Bénin (RGPH-4, 2013), le quartier Camp Adagbe compte 6551 habitants en 2013.